# Piper madeiranum
Piper madeiranum är en pepparväxtart som beskrevs av Truman George Yuncker. Piper madeiranum ingår i släktet Piper och familjen pepparväxter. Inga underarter finns listade i Catalogue of Life.